# إميل زيدان
إميل زيدان (22 يوليو 1893- 20 مايو 1982) هو أديب وروائي ومؤرخ وصحفي لبناني، هو الإبن الأكبر لجرجى زيدان مؤسس دار الهلال.

## مسيرته
أرسله والده إلى بيروت كي يدرس في الجامعة الأمريكية هناك، فكان أول من أدخل الصحافة المصورة إلى مصر، اشترك مع شقيقه الأصغر شكري زيدان في تأسيس مجلة المصور عام 1924 وبقيّة الصحف والمجلات التي كانت تصدرها دار الهلال. منحه الرئيس حسني مبارك وسام الاستحقاق من الدرجة الأولى على جهوده في مجال الصحافة.
تولى إميل إدارة وتحرير مجلة الهلال؛ وكان أكثر اهتمامًا بأمور الثقافة والنشر، واحتفظ بالطابع العام للهلال مع تجويد أبوابها وتحسين طباعتها، وبعد وفاة والدُه جرجي زيدان شهدت مجلة الهلال تحوُّلاً كبيرًا، فقد خرجت من مجرد مشروع فردي إلى مشروع أكثر اتساعًا، وبعد أن كانت المجلة مقتصرة على مؤلفات وكتابات جرجي زيدان، قامت بفتح صفحاتها أمام عدد كبير من الكُتّاب والأفكار والقضايا؛ حيث إن إميل زيدان لم يكن غزير الكتابة مثل والده جرجي، ولذلك عملت الهلال على استكتاب كبار المفكرين، ولم تقتصر على الكُتاب الشوام بل ضمت أيضًا الكتاب المصريين؛ وضمت صفحاتها كتابات مصطفى لطفي المنفلوطي وعبد اللطيف النشار وحسن الشريف وأحمد تيمور وعبد الفتاح عبادة، والكتاب الشوام أمثال: الكاتبة مي زيادة، الشاعر خليل مطران، ونقولا حداد وغيرهم، وهكذا أصبحت مجلة الهلال منبرًا ثقافيًّا يضم أقلامًا واتجاهاتٍ فكريّة مختلفة بعد أن كانت مقتصرة على كتابات جرجي زيدان، كما أسهمت الهلال في تعريف القراء بصفوة الكتاب والمفكرين المصريين الذين رأت كتاباتهم النور على صفحاتها، وكان كثير من هؤلاء الكتاب لم يحقق بعد مكانةً مرموقة، ومن هؤلاء الكتاب: طه حسين، وعباس العقاد، وزكي مبارك، ومحمود تيمور، وأحمد زكي أبو شادي، ومصطفى مشرفة، وغيرهم.
كان إميل يعمل في تحرير مجلة الهلال منذ عام 1911 أي قبل وفاة والده جرجي زيدان بثلاثة أعوام؛ لهذا تولى قيادتها بعد وفاة أبيه، ولم يكن توليه مجرد إرث أو تولي منصب فقد كان مهيَّأً ومدربًا لتلك الإدارة، وخير دليل على ذلك هو حال الهلال بعد توليه وما طرأ عليها من تطوير وتحسين سواء في الشكل والطباعة أو في المادة والمضمون.
وقد شيّد للهلال دارًا خاصة به سمّاها دار الهلال وجعلها مركزًا للصحف العديدة التي أنشئت بعنايتها لخدمة جميع طبقات الهيئة الاجتماعية. ومن أشهر هذه الصحف والمجلات: المصور والفكاهة (صدرت في أول ديسمبر 1926) وكل شيء (صدرت في 16 نوفمبر 1925) والدنيا المصورة (صدرت في 22 مايو 1929) والكواكب (صدرت في 28 مارس 1932) ونشرة المعرض وإيماج Images (صدرت في 25 أغسطس 1929) وكان يصدر لها مُلحق سينمائي عنوانه سيني إيماج Ciné-Images (صدر العدد الأوّل منه في 6 ديسمبر 1931) وهما بالفرنسية.
وكانت الغاية من إصدار الأخيرتين تنوير أذهان الغربيين عن حقيقة ما يجري في مصر والعالم العربي بأسره. ولا نبالغ إذا قلنا إن الصحف الزيدانية أحرزت رواجًا لا يضاهيه رواج في المحيط الأدبي لما تتناوله من الأبحاث الممتدة والحوادث الرائعة والمبتكرات الشائقة.
ولقد انفتحت مجلة الهلال في تلك الفترة على الحياة المصرية، والتحمت بقضايا مصر الاجتماعية والوطنية، ودارت على صفحاتها معارك أدبية مثل المعركة التي جرت بين طه حسين وهيكل حول علاقة الأدب بالقانون، وجذبت القراء بإخراجها الجيد وصورها المتنوعة، وإذا كانت هلال جرجي زيدان تمثل إلى حد ما كُتّاب الجيل الأول: جيل شوقي ومطران وحافظ وشكيب أرسلان، فإن هلال إميل زيدان تمثل كتاب الجيل الثاني من أمثال العقاد وطه حسين وزكي مبارك وهيكل وسلامة موسى.
شهدت فترة إميل زيدان وشكري زيدان تعيين أول رئيس تحرير مصري في تاريخ دار الهلال هو سلامة موسى عام 1924 لكن توليه لم يكن بشكل رسمي، فكان لا يكتب اسمه كرئيس تحرير ولم يوقع الافتتاحيات. لعب سلامة موسى دورًا بارزًا في تطوير فن التحرير الصحفي بمجلة الهلال، فأدخل الحديث الصحفي لأول مرة في تاريخ الصحافة العربية، كما نشر مجموعة من الأحاديث الصحفية مع كبار الساسة والأدباء والمفكرين مثل: إسماعيل صدقي، وطه حسين، وأحمد زكي باشا، وأحمد حسنين باشا، وغيرهم. وأبرز ما شهدته فترة إميل زيدان وشكري زيدان هو أن الهلال في عهدهما تحولت من مجرد مجلة شهرية إلى دار صحفية متكاملة؛ حيث أصدر الأخوان عددًا من المجلات المتنوعة التي استمر بعضها حتى أصبحت من أهم المطبوعات العربية في مجالها.